# Ловци на духове 2
„Ловци на духове 2“ (на английски: Ghostbusters II) е американска комедия от 1989 г., режисиран и продуциран от Айвън Рейтман, по сценарий на Харолд Рамис и Дан Акройд. Участват Бил Мъри, Дан Акройд, Сигърни Уийвър, Харолд Рамис, Ърни Хъдсън и Рик Моранис. Продължение е на „Ловци на духове“ (1984) и следва по-нататъшните приключения на четирима парапсихолози и тяхната организация, която се бори с паранормални дейности.
Въпреки смесените рецензии на критиците, филмът е спечелил $112,5 млн. долара в САЩ и $215,4 млн. долара в световен мащаб, превръщайки се в осмия по големина на касови приходи филм от 1989 година.

## Български дублаж
| Озвучаващи артисти | Силвия Русинова Здравко Методиев Васил Бинев Борис Чернев |
| Преводач           | Даниела Ганева                                            |
| Тонрежисьор        | Димитър Кръстев                                           |

## Филми от поредицата за „Ловци на духове“
Поредицата „Ловци на духове“ включва 5 филма:
- „Ловци на духове“ (1984)
- „Ловци на духове 2“ (1989)
- „Ловци на духове“ (2016)
- „Ловци на духове: Наследство“ (2021)
- „Ловци на духове: Замръзналата империя“ (2024)